# Bálsamo Negro de Riga
El Bálsamo Negro de Riga (en letón: Rīgas Melnais balzams) es un licor de hierbas tradicional de Letonia hecho con muchos ingredientes naturales diferentes mezclados en vodka puro, resultando una bebida con un contenido de alcohol del 45% por volumen. Se puede beber solo, con hielo o mezclado caliente, en té, café o jugo de grosellas; mezclado con soda o gaseosa, o en variedad de cócteles. En ocasiones se usa para cubrir helados. La bebida en sí es negra y muy amarga, pero con un dulzor característico.
El Bálsamo Negro de Riga lo fabrica JSC Latvijas Balzams. La receta tradicional la creó Abraham Kunze, un farmacéutico que vivía en Riga y se basa en una composición de 24 plantas, flores, yemas, zumos, raíces, aceites y bayas preparados en barriles de roble. Se vende en frascos de cerámica hechos a mano. Con el tiempo, el Bálsamo Negro de Riga ha llegado a ser conocido internacionalmente y ha recibido más de 30 premios en concursos internacionales.
El Bálsamo Negro también se ha usado en medicina tradicional. Se considera un buen remedio contra el resfriado y se usa para tratar problemas digestivos. Se lleva fabricando en Riga desde mediados del siglo XVIII. Según la leyenda, la emperatriz Catalina la Grande de Rusia enfermó durante una visita a Letonia, pero resultó curada tras beber Bálsamo Negro de Riga.